# Ferdinand le radical
Pour plus de détails, voir Fiche technique et Distribution.
Ferdinand le radical (titre original allemand : Der starke Ferdinand) est un film allemand réalisé par Alexander Kluge, sorti en 1976.

## Synopsis
Ferdinand Rieche est chef de la sécurité d'une usine de produits chimiques. Il est obsédé par la protection contre toutes les menaces réelles et imaginaires.

## Fiche technique
- Titre original : Der starke Ferdinand
- Titre français : Ferdinand le radical
- Réalisation : Alexander Kluge
- Scénario : Alexander Kluge et Edgar Reitz
- Pays d'origine : Allemagne de l'Ouest
- Format : Couleurs - 35 mm - 1,37:1 - Mono
- Genre : drame
- Durée : 97 minutes
- Date de sortie : 1976

## Distribution
- Heinz Schubert : Ferdinand Rieche
- Vérénice Rudolph : Gertie Kahlmann
- Joachim Hackethal : Kniebeling
- Gert Günther Hoffmann : Wilutzki
- Heinz Schimmelpfennig : Ganter
- Siegfried Wischnewski : Kobras
- Erich Kleiber : Rosotschke
- Daphne Wagner : docteur Haferkamp

## Récompenses
- Prix FIPRESCI au Festival de Cannes 1976